# Thalera major
Thalera major là một loài bướm đêm trong họ Geometridae.